# Indisk trappe
Indisk trappe (latin: Ardeotis nigriceps) er en fugleart, der lever i Indien og Pakistan.